# 泣き虫スナイパ→
「泣き虫スナイパ→」（なきむしスナイパー）は、夢みるアドレセンスの初のミニアルバムで、2013年5月28日にハピネットからリリースされた。

## 収録曲
| 全作曲・編曲: 上杉洋史。 |                                   |          |            |
| #                        | タイトル                          | 作詞     | 作曲・編曲 |
| 1.                       | 「泣き虫スナイパ→」               | 井筒日美 | 上杉洋史   |
| 2.                       | 「はじめての輝き」                | 有里泉美 | 上杉洋史   |
| 3.                       | 「夢みる太陽」                    | Rico     | 上杉洋史   |
| 4.                       | 「ひまわりハート」                | 有里泉美 | 上杉洋史   |
| 5.                       | 「泣き虫スナイパ→(instrumental)」 |          | 上杉洋史   |
| 6.                       | 「ひまわりハート(instrumental)」  |          | 上杉洋史   |